# قیام شب سنت جورج
قیام شب سنت جورج (استونیایی: Jüriöö ülestõus) در سال ۱۳۴۳–۱۳۴۵، قیامی است توسط مردمان بومی استونی در دوک‌نشین استونی و سایر قلمروهای واقع در قلمروی دولت شوالیه‌های تتونیک که توسط شوالیه‌های تتونیک دفع و قیام اهالی استونی با شکست به پایان رسید. پس از این، دوک‌نشین استونی توسط پادشاه دانمارک به دولت شوالیه‌های تتونیک فروخته شد.